# Dédalo (portaidrovolanti)
La Dedalo fu la prima nave classificata come portaerei dell'Armada Española (Marina da guerra spagnola).

## Storia
Questa nave nacque come mercantile Neuenfelds costruito nei cantieri Swan Hunter di Newcastle e venne ceduta dalla Germania alla Spagna come riparazione per tre mercantili affondati da parte di sottomarini tedeschi nel corso della prima guerra mondiale. Ridesignata dapprima España nº 6, la Dédalo venne riconvertita nei Talleres Nuevo Vulcano a Barcellona e prestò servizio a partire dal 1922 dopo la sua trasformazione; il suo nome ufficiale era Estación Transportable de Aeronáutica Naval (tradotto dallo spagnolo Stazione mobile dell'aeronautica navale).
Era in grado di trasportare palloni frenati, dirigibili e da dodici a venti idrovolanti. La sua classificazione ufficiale era "Base Mobile dell'Aeronautica Navale". In pratica la nave non possedeva un "ponte di volo" e gli idrovolanti di tipo Felixtowe F.3A, SIAI S.16 e S.16 bis, Macchi M.18 e Supermarine Scarab, venivano calati in mare e poi recuperati tramite gru, era quindi una nave appoggio idrovolanti. Sulla nave vennero anche effettuate delle prove di appontaggio dell'autogiro di Juan de la Cierva nel 1934 (come si vede in una foto dedicata dallo stesso de la Cierva all'equipaggio della nave), costituendo il primo appontaggio di un mezzo aereo ad ala rotante su una nave.
L'unico combattimento di rilievo al quale prese parte durante la sua vita operativa fu lo sbarco della baia di Alhucemas, effettuato nel settembre 1925 una forza navale combinata franco-spagnola; nel corso dell'operazione gli aerei della Dédalo lanciarono, il solo 21 settembre, 175 bombe.

## Unità successive con lo stesso nome
Anni dopo, quando ormai la prima Dedalo era stata dismessa dal servizi attivo, altre unità navali dell'Armada hanno ricevuto lo stesso nome. Tra queste la Dedalo (R-01), nata come portaerei leggera USS Cabot (Classe Independence) e che partecipò partecipò alla seconda guerra mondiale nel teatro di guerra del Pacifico; nel 1967 gli Stati Uniti d'America la prestarono per un periodo di cinque anni alla Spagna per poi venderla alla stessa nel 1973. Su di essa nel 1972 effettuò con successo prove di decollo un aeromobile a decollo verticale Harrier. Nel dicembre 1973 viene formato con otto Harrier comprati dall'UE il nucleo di combattimento aereo della Armada Española con base sulla Dedalo.